# Lézigneux
Lézigneux ist eine französische Gemeinde mit 1.747 Einwohnern (Stand: 1. Januar 2022) im Département Loire in der Region Auvergne-Rhône-Alpes. Die Gemeinde gehört zum Arrondissement Montbrison und zum Kanton Montbrison. Die Einwohner werden Lézignolais und Lézignolaises genannt. 

## Geographie
Lézigneux liegt etwa 29 Kilometer westnordwestlich von Saint-Étienne am Forez. Umgeben wird Lézigneux von den Nachbargemeinden Écotay-l’Olme im Norden, Montbrison im Nordosten, Saint-Thomas-la-Garde im Osten, Saint-Georges-Haute-Ville im Osten und Südosten, Margerie-Chantagret und Lavieu im Süden, Chazelles-sur-Lavieu im Südwesten sowie Verrières-en-Forez im Westen.

## Bevölkerungsentwicklung
| Jahr                       | 1962 | 1968 | 1975 | 1982 | 1990 | 1999 | 2006 | 2017 |
| -------------------------- | ---- | ---- | ---- | ---- | ---- | ---- | ---- | ---- |
| Einwohner                  | 594  | 539  | 597  | 766  | 900  | 1153 | 1543 | 1695 |
| Quellen: Cassini und INSEE |      |      |      |      |      |      |      |      |

## Sehenswürdigkeiten
- Alte Kirche Saint-Martin aus dem 16. Jahrhundert, zusammen mit Calvaire an der Ostseite der Kirche seit 1947 als Monument historique eingeschrieben
- Neue Kirche Saint-Martin aus dem ausgehenden 19. Jahrhundert
- Kapelle Saint-Roch in Vidrieux, vermutlich aus dem 17. Jahrhundert, im 18. Jahrhundert restauriert
- Kapelle Notre-Dame de Valensanges im Weiler Véronnes aus dem 20. Jahrhundert

## Weblinks

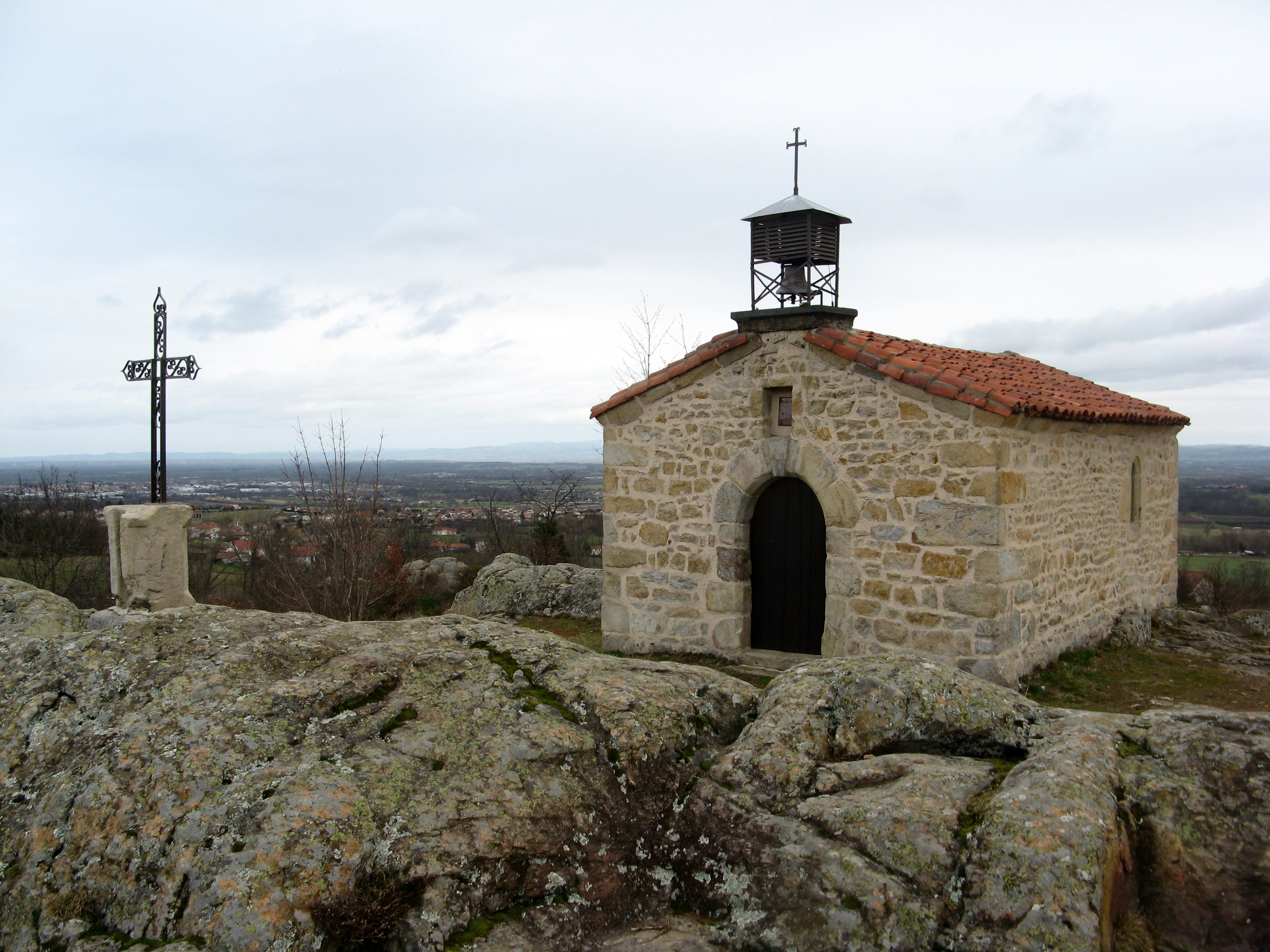
Kapelle Saint-Roch im Ortsteil Vidrieux